# Île du Petit Mécatina
Île du Petit Mécatina är en ö i Kanada.   Den ligger i provinsen Québec, i den östra delen av landet, 1 300 km öster om huvudstaden Ottawa. Arean är 40 kvadratkilometer.
Terrängen på Île du Petit Mécatina är platt. Öns högsta punkt är 148 meter över havet. Den sträcker sig 13,7 kilometer i nord-sydlig riktning, och 6,4 kilometer i öst-västlig riktning.